# Chilobia smaragdina
Chilobia smaragdina är en insektsart som först beskrevs av Walker 1851.  Chilobia smaragdina ingår i släktet Chilobia och familjen lyktstritar. Inga underarter finns listade i Catalogue of Life.